# Chiesa del Gesù (Cortona)
L'ex chiesa del Gesù è un edificio di culto cattolico sito a Cortona, in provincia di Arezzo.

## Panoramica
L'edificio, costruito tra il 1498 e il 1505 ma completato negli anni quaranta del XVII secolo, è legato alla confraternita del Santissimo Sacramento.
Il complesso consta di una chiesa superiore ad aula caratterizzata dal cinquecentesco soffitto ligneo policromo e dorato di Michelangelo Leggi detto il Mezzanotte, collegata per una lunga scala ad un oratorio inferiore con volta a botte ribassata, affrescato nel 1555 da Cristoforo Gherardi detto il Doceno su progetto del Vasari.
Nel XVIII secolo la chiesa superiore fu adibita a battistero (lo testimonia il fonte battesimale della seconda metà del Quattrocento, qui trasportato nel 1777 dalla cattedrale) e dal 1945, ampliata la struttura architettonica originaria con un edificio contiguo alla chiesa, ospita il museo diocesano, dove si trovano anche opere d'arte provenienti dalla chiesa stessa, come l'Annunciazione di Beato Angelico (1430 circa).